# Agua Zarca, Tenango de Doria
Agua Zarca är en ort i Mexiko.   Den ligger i kommunen Tenango de Doria och delstaten Hidalgo, i den sydöstra delen av landet, 130 km nordost om huvudstaden Mexico City. Agua Zarca ligger 2 248 meter över havet och antalet invånare är 288.
Terrängen runt Agua Zarca är kuperad åt sydväst, men åt nordost är den bergig. Runt Agua Zarca är det ganska glesbefolkat, med 50 invånare per kvadratkilometer. Närmaste större samhälle är San Bartolo Tutotepec, 12,0 km nordost om Agua Zarca. I omgivningarna runt Agua Zarca växer i huvudsak blandskog.